# Lorraine C. Ladish
Lorraine Carbonell Ladish (Madrid, 1963) es una escritora de madre estadounidense y padre español. Me siento gorda (1993), su primer libro, fue de los primeros en abordar el tema de la bulimia en España. Fue escrito desde el punto de vista de la experiencia personal.

## Obras
Es autora de más de diez libros de ensayo y tres novelas, que incluyen los siguientes títulos: Miedo a Comer, Estoy Embarazada, ¿Y ahora qué?, El reto de escribir y publicar, y Aprender a Querer entre otros. Dos de sus novelas son El buzón de voz y Maldito Autor. Algunas de sus obras se han traducido del castellano al portugués, checo o catalán. Carbonell Ladish es traductora profesional e intérprete de idiomas, y autora de un curso de iniciación a la escritura. 
Lorraine C. Ladish, vive en Sarasota, Florida y ha colaborado con La Palma, del Palm Beach Post y con D Latinos Magazine y show televisivo. Es escritora y editora guía de la sección Consejos de mamá Archivado el 17 de julio de 2011 en Wayback Machine. en el portal de noticias About.com en español Archivado el 12 de abril de 2011 en Wayback Machine., del New York Times Company, redactora jefe de Mujer en Voxxi, la voz hispana del siglo XXI y redactora jefe de Mamiverse. Es fundadora de VivaFifty.com, comunidad bilingüe para personas de 50 años o más.